# Nesolestes mariae
Nesolestes mariae là loài chuồn chuồn trong họ Argiolestidae. Loài này được Aguesse mô tả khoa học đầu tiên năm 1968.